# SN 2001is
SN 2001is – supernowa typu Ib odkryta 22 grudnia 2001 roku w galaktyce NGC 1961. W momencie odkrycia miała maksymalną jasność 17,60m.